# Червона пігулка
«Черво́на пігу́лка» (англ. The Red Pill) — документальний фільм режисерки Кессі Джей, знятий та показаний в 2016 році, що розкриває ідеї руху за права чоловіків (men's rights movement). Термін «Червона пігулка» — це відсилка до усталеного вислову, припущення про інше розуміння взаємостосунків між чоловічим і жіночим світовим проявом в контексті рівноправ'я. Світова прем'єра фільму відбулася в жовтні 2016 року.

## Сюжет
«Червона пігулка» є фільмом-екранізацією подорожі від початку скептично налаштованої феміністки у світ чоловічого правозахисного руху, який, як вона вважала, є рухом ненависті. З кожним етапом зйомок, вона все більше і більше втрачає впевненість в неупередженості свого судження. Кессі Джей (режисер і головна дійова особа) ставить під сумніви свої колишні погляди на поняття гендеру, сили, влади та привілеїв. В кінці фільму авторка каже, що більше не може називати себе феміністкою, оскільки її погляди на проблеми гендерної нерівності змінилися.
У фільмі обговорюються численні проблеми, через які страждають переважно особи чоловічої статі, через гендерні ролі та стереотипи, які впливають на поведінку чоловіків. Серед них: низька тривалість життя чоловіків, високий рівень суїциду, дисбаланс репродуктивних прав, нерівність у сфері обов'язкової військової повинності, страх порушення презумпції невинуватості та інше. Питання, що обговорюються в фільмі, виходять за рамки стереотипної дихотомії «чоловік — гнобитель, жінка — жертва», через який авторка зображає сучасний фемінізм і соціологічну науку в галузі гендерних досліджень. Вперше, повнометражний документальний фільм представляє і чоловічий погляд на дві протиборчі точки зору на гендерну рівність і висловлює припущення, що бути противником фемінізму — не означає бути прихильником гноблення і ненависті.

## Бюджет фільму
Молода фільм-мейкер Кессі Джей, залишивши марні спроби отримати фінансування фільму, вирішила почати зйомки, спираючись на власні фінансові можливості, а також, на допомогу матері (співпродюсер фільму) і свого хлопця. Після того, як стало відомо, що фільм розкриває чоловічий правозахисний рух (MRA) в позитивному ключі, Джей втратила надії на підтримку зйомок документального фільму з традиційних джерел. Тим часом вона почала кампанію по збору пожертвувань на Кікстартері. Проєкт був описаний як неупереджений і справедливий погляд на чоловічий правозахисний рух. Ця спроба піддавалася надзвичайній критиці з боку феміністок, проте отримала підтримку противників фемінізму. Зрештою кампанія досягла своєї початкової мети в 97 000 доларів США, а через деякий час — значно її перевершила, в результаті чого було зібрано 211 260 доларів США.

## Покази
У перші місяці після прем'єри фільм доступний тільки в рамках спеціально організованих показів. Стрічка вже була показана на екранах США, Канади, Британії, Австралії, Нової Зеландії, Італії, Норвегії та інших країн. На пострадянському просторі першою країною, в якій пройшов офіційний показ, стала Естонія. Показ відбувся 23 листопада в Університеті Тарту і був ініційований Естонською студентською спільнотою. Після виходу в прокат фільм викликав протести захисників «традиційних феміністичних поглядів» на пригнічення і привілеї, а в Австралії феміністки добилися заборони показу в другому за величиною місті країни Мельбурні і тепер домагаються оголошення Кессі Джей персоною нон-ґрата.